# 北尾茂久
北尾 茂久（きたお しげひさ、1962年8月21日 - ）は、愛知県名古屋市出身。ボーカル・パーソナリティー。
芸名・通称は、「北尾Kinny」・「Kinny」・「Kinnyさん」・「北尾KinnyのROCKぱわーすてーしょん」・。

## 略歴
名城大学商学部卒業。
1980年代、SNIPERのVO KINNYとして活動。
現在はSNIPERのベースであったRommyと共に「DRIVE」を結成。queenなどのトリビュートバンドとライヴ活動やFMパーソナリティーをしている。

### STRIKES BACK結成
Vo.北尾Kinny茂久 (Drive ex.SNIPER)
Vo.Chisato (METLO JAM)
Gt. 鈴木新 (LIZARD'S TAIL ex.黒夢)
Ba.B.G (METLO JAM)
Dr.伊藤Shunji・(ex.SNIPER)
Key. DUG伊藤 (ex.Rafu 北尾Kinny PROJECT）
北尾のキャラクターとChisatoのパワー溢れるボーカルを全面に押し出したツインボーカルのHRバンド。

## 人物・逸話
スナイパーの前身バンドであるトラブルメーカーが存在。トラブルメーカーは当時、高校生バンドとして、中部地区だけでなく全国的規模でコンテストを総ナメした。ロッキンF主催のコンテストでも準優勝。後にスナイパーでも演奏されていた「眠れぬ夜」や「DEDICATE」等の曲もトラブルメーカー時代の曲であると言う。
STRIKES BACK " New World （北尾Kinny茂久 (Drive ex.SNIPER)・Vo.Chisato (METLO JAM)・Gt. 鈴木新 (LIZARD'S TAIL ex.黒夢)・Ba.B.G (METLO JAM)・Dr.伊藤Shunji・(ex.SNIPER)・Key. DUG伊藤 (ex.Rafu 北尾Kinny PROJECT）を渋谷VUENOSで行う。

## 出演番組（TV・ラジオ）

### 現在・過去
- FMららティータイムライン（16:00 - 18:00） 16:00「ROCKぱわーすてーしょん」 北尾Kinny
- かにかも放送 金曜日 夕方4時～6時 北尾キニー茂久 「Rock Power Station」
- 福田彩乃のハツモノ（東海テレビ、2015年 - 2017年）

## 主な音楽作品

### アルバム・シングル
- 2曲入りシングル ELL-010 1983.05『THRILLIG SHOT』
- 1982『DEMO '82』
- 1983『DEMO '83』
- 1984『SNIPER DEMO TAPE '84』
- 8曲入りライヴアルバム ELL-011 1984.03『OPEN THE ATTACK』
- 9曲入りアルバム ELL-016 1985.06 『QUICK & DEAD』

- 1st Full Album 『DRIVE』

### 雑誌
- ロクf／1985年7月号「Quick & Dead」（リリース直前の KINNYさんのインタビュー）